# Сабурова (Брянская область)
Сабурова (Сабурово) — деревня в Карачевском районе Брянской области, в составе Бошинского сельского поселения. 

Расположена в 3 км к северо-западу от села Бошино, в 0,5 км к востоку от деревни Кареева. Население — 1 человек (2010).

## История
Упоминается с XVIII века; до начала XX века состояла в приходе села Рождество.
До 1929 года входила в Карачевский уезд (с 1861 — в составе Бошинской волости, с 1924 в Вельяминовской волости). С 1929 в Карачевском районе (до 1960 года в Сурьяновском сельсовете, в 1960—2005 гг. — в Бережанском сельсовете).

## Население
| Годы      | 1866 | 1887 | 1926 | 1979 | 1989 | 2002 | 2010 | 2018 |
| --------- | ---- | ---- | ---- | ---- | ---- | ---- | ---- | ---- |
| Население | 96   | 132  | 154  | 25   | 14   | 5    | 1    | 0    |